# North Island, Houtman Abrolhos
North Island är en ö i Australien. Den ligger i delstaten Western Australia, omkring 460 kilometer nordväst om delstatshuvudstaden Perth. Arean är 180 kvadratkilometer. Det är den nordligaste ön i ögruppen Houtman Abrolhos. Den sträcker sig 2,0 kilometer i nord-sydlig riktning, och 1,4 kilometer i öst-västlig riktning.
Genomsnittlig årsnederbörd är 270 millimeter. Den regnigaste månaden är juni, med i genomsnitt 51 mm nederbörd, och den torraste är december, med 1 mm nederbörd.